# 印度的羅興亞人
印度，大約有40000羅興亞人難民生活在各地的貧民窟和拘留營中，包括查謨、海德拉巴、努赫和德里，其中大多數是無證的。2017年緬甸軍政府對羅興亞穆斯林軍事鎮壓后，有5,000名羅興亞人在查謨尋求庇護。

## 拘留
在2017年緬甸政府對羅興亞人的家園進行軍事鎮壓后，約有5000名羅興亞人在查謨尋求庇護。2021年，查謨當局拘留了160多名難民，目的是將他們遣返回緬甸。據報導，截至2023年7月，有271名羅興亞人（包括74名婦女和70名兒童）被關押在查謨的希拉納加爾監獄，該監獄被用作難民的“拘留中心”。這些難民的家人對緬甸的危險狀況表示擔憂，尤其是在2021年緬甸政變之後。
印度人民黨於2014年上臺執政，印度的反羅興亞情緒高漲，其領導人敦促將羅興亞人趕出該國。聯合國難民事務高級專員辦事處（難民署）在印度向已登記的難民發放身份證，旨在保護他們免遭任意逮捕和驅逐出境。然而，在印度，難民署的身份證並不能提供免於拘留的保護。它們僅用於提供服務。充其量，它們可以保護免受懲罰性行動。
羅興亞人通過絕食和示威抗議他們在查謨的拘留。2023年7月，自4月以來絕食抗議的被拘留者與警方之間發生了衝突，後者決定使用催淚瓦斯來控制他們所謂的不守規矩的暴徒。事件發生幾天后，一名五個月大的嬰兒因吸入氣體后未能接受治療而死亡。